# Ruvfläck

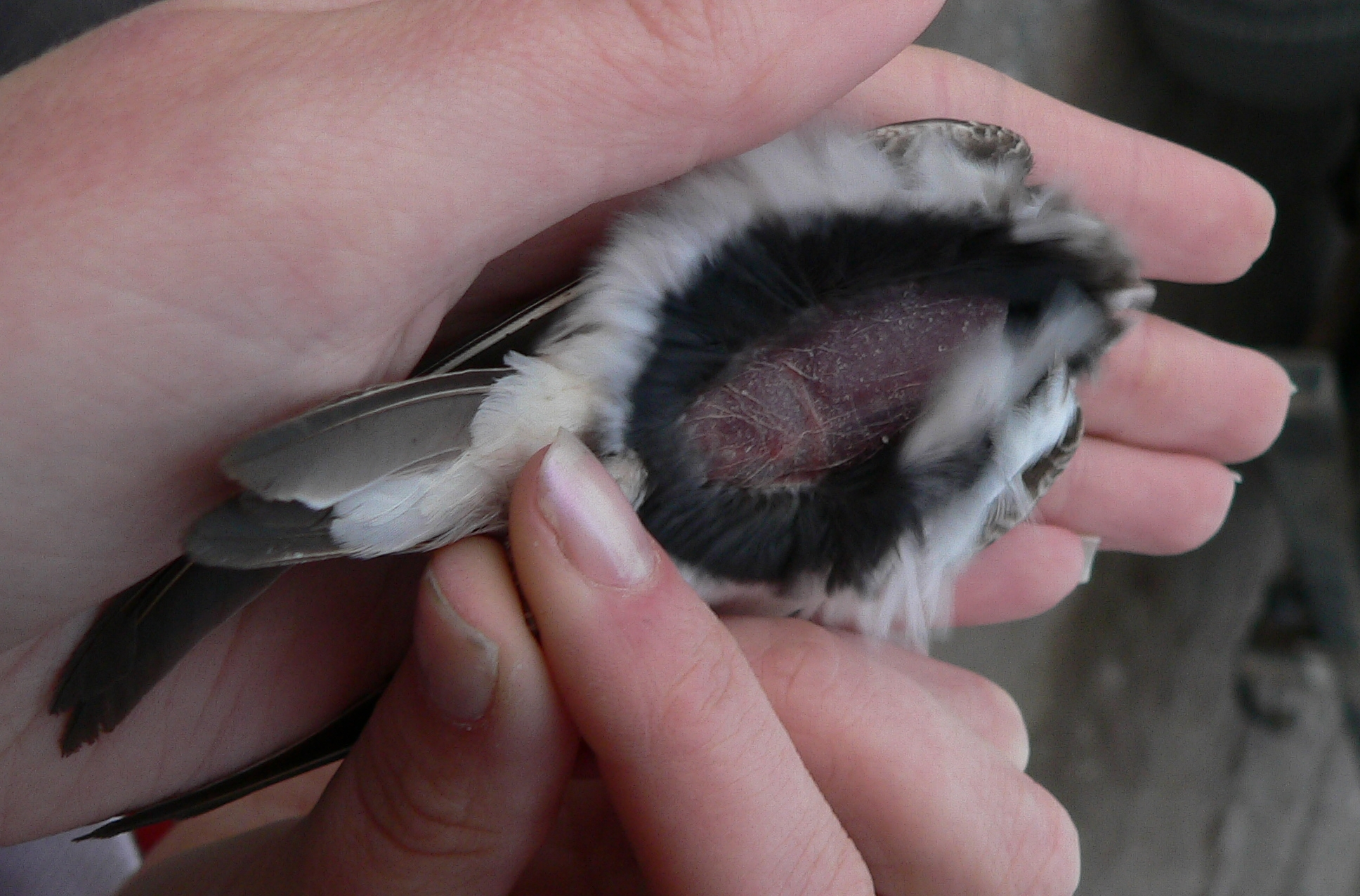
Ruvfläck på en backsvala

Ruvfläckar (area incubationis) är de mer eller mindre kala fläckar som ruvande fåglar har på buken. Dessa fjäderlösa fläckar uppstår antingen genom att fågeln själv drar loss fjädrar eller att fjädrar lossnar av sig själva. Resultatet är att värmeöverföringen underlättas när det blir direktkontakt mellan huden och äggen. Hos vissa arter är det också extra kraftig ytlig blodgenomströmning i huden på dessa ruvfläckar för att ytterligare öka värmeöverföringen.